# Vlag van Suawoude

Vlag van Suawoude

De vlag van Suawoude is de dorpsvlag van het Nederlandse dorp Suawoude, in de Friese gemeente Tietjerksteradeel. De vlag werd in 1984 geregistreerd.
Bij gemeenteraadsbesluit van 22 november 1984 zijn een wapen en een vlag vastgesteld voor de 16 dorpen van de gemeente Tietjerksteradeel. Het ontwerp van de vlag is van de hand van Piet Bultsma.

## Beschrijving
De beschrijving van de vlag is als volgt:
Drie even hoge banen van zwart, geel, zwart; in de hijstop een witte zwemmende eend.
De kleuren zijn afkomstig van het dorpswapen.

## Symboliek
- Gele baan: verwijzing naar de zandrug waar het dorp op gelegen is.[2]
- Zwarte banen: symbolen voor de ontginning van laagveen ten oosten en ten westen van het dorp.[2]
- Eend: verwijst naar de eendenkooi die ten westen van het dorp gelegen was.[2]

## Zie ook

Wapen van Suawoude